# Поркканалаатикко
Поркканалаатикко (фин. porkkanalaatikko, швед. morotslåda, «морковная запеканка») — традиционное финское блюдо, которое обычно едят на Рождество вместе с другими рождественскими блюдами.
Основные ингредиенты этой запеканки — морковное пюре, смешанное с отварным рисом или перловкой, и жидкостью (обычно молоко или сливки). В пюре можно добавить масло и яйца, а также приправить его сахаром, солью, белым перцем и тёртым мускатным орехом. Поркканалаатикко выкладывают в форму для запекания и запекают в духовке. Морковь перед запеканием не обязательно варить: её можно натереть на терке и смешать в сыром виде с другими ингредиентами. Готовая поркканалаатикко также продаётся в финских продуктовых магазинах в период Рождества, а также в некоторых частях Швеции, где проживает значительное этническое финское население.
Судя по всему, это блюдо возникло в XIX веке.